# Порт-Тобакко-Виллидж
Порт-Тобакко-Виллидж (англ. Port Tobacco Village) — город в округе Чарльз, штат Мэриленд, США. На площади 0,4 км² (всё суша, водоёмов нет), согласно переписи 2010 года, проживают 13 человек, согласно оценке 2019 года — 15 человек (157-й по количеству жителей в штате). Плотность населения составляет 38 чел/км².
- FIPS-код города — 24-63225[3]

## История
Некоторое время город исполнял функции административного центра округа.